# Камсдорф
Камсдорф (нем. Kamsdorf) — община в Германии, в земле Тюрингия.
Входит в состав района Заальфельд-Рудольштадт. Население составляет 2854 человека (на 31 декабря 2010 года). Занимает площадь 6,90 км².
Община подразделяется на 2 сельских округа.